# Ornebius bimaculatus
Ornebius bimaculatus är en insektsart som först beskrevs av Tokuichi Shiraki 1930.  Ornebius bimaculatus ingår i släktet Ornebius och familjen Mogoplistidae. Inga underarter finns listade i Catalogue of Life.